# Большая тройка лейблов звукозаписи
На мировом музыкальном рынке доминирующими являются три основных звукозаписывающих лейбла. Эти три компании на 2019 год контролируют более 70 % мирового музыкального рынка и около 90 % музыкального рынка США и Канады, таким образом делая музыкальный рынок примером олигополии:
| Название                 | Доля мирового рынка (на 2023) | Собственники (на 2023)                                                                     |
| ------------------------ | ----------------------------- | ------------------------------------------------------------------------------------------ |
| Universal Music Group    | 31,9 %                        | Tencent (20 %) Bolloré (18 %) Vivendi (10 %) Pershing Square Holdings (10 %) Другие (42 %) |
| Sony Music Entertainment | 22,1 %                        | Sony Entertainment (100 %)                                                                 |
| Warner Music Group       | 16 %                          | Access Industries (86,3 %) Tencent (1,6 %) Другие (12,1 %)                                 |
| Другие компании          | 30 %                          | —                                                                                          |

До 2012 года в списке ведущих лейблов также была компания EMI Group (Великобритания). В 2011 году сектор звукозаписи EMI был приобретён концерном Vivendi, уже владеющим Universal Music Group, а издательские мощности приобрела корпорация Sony. Таким образом «Большая четвёрка» стала «Большой тройкой».
Общий объём рынка оценивается в 30—40 млрд долларов в 2004 году (по данным RIAA — 40 млрд и IFPI — 32 млрд).

## История
На протяжение многих десятилетий шёл процесс слияния различных лейблов звукозаписи. С 1929 до 1998 года было шесть крупных лейблов, известных как Big Six:
1. Warner Music Group
2. EMI
3. Sony Music (до января 1991 известна как CBS Records)
4. BMG (образована в 1985 как RCA/Ariola International)
5. Universal Music Group (до 1996 года известна как MCA Music)
6. PolyGram

В 1999 году PolyGram была объединена в Universal Music Group (UMG), в результате чего оставшиеся звукозаписывающие лейблы стали известны как «Большая пятерка» (Big Five).
В 2004 году Sony и BMG договорились о совместном предприятии и объединили свои подразделения звукозаписи, создав лейбл Sony BMG (который после слияния в 2008 году был переименован в Sony Music Entertainment); BMG сохранила свое музыкально-издательское подразделение отдельно от Sony BMG и позже продала BMG Music Publishing компании UMG. В 2007 году оставшиеся звукозаписывающие лейблы, известные в то время как «Большая четверка» (Big Four), контролировали около 70 % мирового музыкального рынка и около 80 % музыкального рынка Соединенных Штатов.
В 2012 году основные подразделения EMI были проданы владельцем Citigroup по отдельности: большая часть подразделения EMI по записи музыки была поглощена UMG; EMI Music Publishing было поглощено Sony/ATV Music Publishing; наконец, лейблы EMI Parlophone и Virgin Classics были поглощены Warner Music Group (WMG) в июле 2013 года. Таким образом, осталась так называемая «Большая тройка» лейблов (Big Three). Оставшаяся часть рынка (от 10 % до 30 % в разные годы) приходится на независимые музыкальные лейблы.